# Sacculina bourdoni
Sacculina bourdoni is een krabbezakjessoort uit de familie van de Sacculinidae. De wetenschappelijke naam van de soort is voor het eerst geldig gepubliceerd in 1960 door Boschma.